# 11P/Tempel-Swift-LINEAR
11P/Tempel-Swift-LINEAR ist ein periodischer Komet der Jupiter-Familie. Die Bahn des Kometen verläuft zwischen der Erde und dem Saturn mit einer Umlaufzeit von 6,372 Jahren.

## Entdeckungsgeschichte
Ernst Wilhelm Leberecht Tempel entdeckte diesen Kometen am 27. November 1869, und er wurde später von Lewis Swift (Warner Observatory) am 11. Oktober 1880 beobachtet. Nach 1908 war der Komet nicht mehr gesehen worden und galt als verschollen. Am 7. Dezember 2001 wurde der Komet im Rahmen des Projektes LINEAR wiederentdeckt, konnte aber 2008 im Perihel wegen zu großer Sonnennähe nicht beobachtet werden.